# Lucio Vitelio

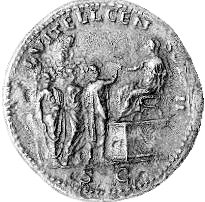
Lucio Vitelio con su hijo Aulo Vitelio.

Lucio Vitelio (en latín: Lucius Vitellius) fue un político romano, padre del futuro emperador romano, Aulo Vitelio. Nació en algún momento posterior al año 5 a. C. y murió en el año 51, siendo el hijo más joven del cuestor Publio Vitelio y el único de todos ellos que no murió por culpa de su actividad política. Fue Cónsul hasta en 3 ocasiones: en los años 34, 43, y 47.

## Carrera política
Durante el reinado de Tiberio, Lucio Vitelio fue nombrado cónsul en 34, junto a Paulo Fabio Pérsico, y gobernador de la provincia de Siria en 35. destituyó a Caifás y a Poncio Pilato en 36. Apoyó al emperador Calígula y fue uno de los favoritos de Valeria Mesalina, la esposa del emperador Claudio. Durante el reinado de Claudio ocupó en dos ocasiones más el consulado, en los años 43 y 47, ejerciendo las fasces junto al mismo emperador, y gobernó la ciudad de Roma durante el tiempo que el emperador estuvo ausente, durante la invasión de Britania.
Durante la época en la que Claudio estuvo casado con Agripina, en los años 48 o 49, Vitelio sirvió como censor.
Tuvo una gran influencia política y destacó por su carácter, aunque en algún momento un Senador romano le acusó de traición. Murió de parálisis en 51, tras lo cual recibió un funeral de estado y el honor de que se levantase una estatua en los rostra en su honor y por su lealtad al emperador.

## Matrimonio y descendencia
Lucio contrajo matrimonio con una mujer llamada Sextilia, perteneciente a una familia aristocrática. Tuvieron dos hijos:
- Aulo Vitelio Germánico, emperador durante algunos meses en el año 69.
- Lucio Vitelio.

## Enlaces externos

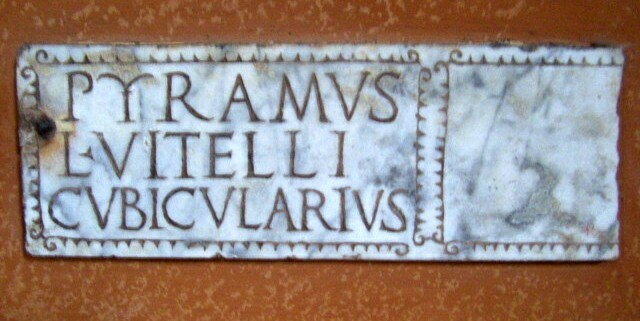
Inscripción AE 1910, 20, cuyo texto dice: Pyramus/ L(ucii) Vitelli/ cubicularius, dedicada a Pyramus, cubiculario o ayuda de cámara de Lucio Vitelio.